# Barbus hospes
Barbus hospes är en fiskart som beskrevs av Barnard, 1938. Barbus hospes ingår i släktet Barbus och familjen karpfiskar. IUCN kategoriserar arten globalt som livskraftig. Inga underarter finns listade.